# KCMF1
KCMF1‏ (Potassium channel modulatory factor 1) هوَ بروتين يُشَفر بواسطة جين KCMF1 في الإنسان.